# Мирный (Гомельская область)
Мирный (бел. Мі́рны; до 23 мая 1962 года — Сталино) — посёлок в Долголесском сельсовете Гомельского района Гомельской области Республики Беларусь.

## География

### Расположение
В 10 км от железнодорожной станции Прибор (на линии Калинковичи — Гомель), 20 км на юго-запад от Гомеля.

### Гидрография
На востоке мелиоративные каналы, соединённые с рекой Сож (приток реки Днепр).

## Транспортная сеть
Рядом автодорога Михальки — Калинковичи — Гомель. Планировка состоит из короткой прямолинейной улицы, ориентированной с юго-востока на северо-запад и застроенной деревянными домами усадебного типа.

## История
Основан в 1920-х годах на бывших помещичьих землях переселенцами из соседних деревень. В 1931 году жители вступили в колхоз. Во время Великой Отечественной войны 4 жителя погибли на фронте. В составе совхоза «Мирный» (центр — деревня Михальки).

## Население
- 2004 год — 28 хозяйств, 64 жителя.